# Sălbatic și mortal
Sălbatic și mortal (titlu original The Hills Have Eyes) este un film american de groază din 1977 regizat de Wes Craven. Rolurile principale au fost interpretate de actorii Susan Lanier, Michael Berryman și Dee Wallace. A avut o continuare în 1984. Filmul a fost refăcut în 2006, în regia lui Alexandre Aja, ca Dealuri însângerate. 

## Distribuție
- Russ Grieve - Big Bob Carter
- Virginia Vincent - Ethel Carter
- Susan Lanier - Brenda Carter
- Robert Houston - Bobby Carter
- Dee Wallace - Lynne Wood
- Martin Speer - Doug Wood
- Brenda Marinoff - Baby Katy Wood
- James Whitworth - Papa Jupiter
- Cordy Clark - Mama
- Lance Gordon - Mars
- Michael Berryman - Pluto
- Peter Locke - Mercury (ca - Arthur King)
- Janus Blythe - Ruby
- John Steadman - Fred